# 哈內錫安半島
74°42′S 135°15′W / 74.700°S 135.250°W
哈內錫安半島（英語：Hanessian Foreland）是南極洲的半島，位於瑪麗伯德地，長37公里、寬19公里，從錫尼夫灣延伸至錫尼夫灣西端，該半島根據美國地質調查局的測量和美國海軍的空中照片被繪入地圖。